# Arbeitsgemeinschaft Evangelischer Missionen
Die Arbeitsgemeinschaft Evangelischer Missionen (AEM) der Schweiz ist ein Dachverband von 35 Missionswerken und 7 theologischen Ausbildungsstätten. AEM wurde 1972 gegründet und hat seit 1989 die Rechtsform eines Vereins. Sie hat zum Ziel, das Evangelium von der Herrschaft Gottes in Jesus Christus über alle sprachlichen und kulturellen Grenzen hinweg in Wort und Tat bekanntzumachen.

## Geschichte
- 1972 Gründung
- 1989 Konstitution als Verein
- 2001 Vereinbarung zwischen AEM und Schweizerische Evangelische Allianz (SEA)

## Partnerschaften
AEM Schweiz arbeitet mit der Schweizerischen Evangelischen Allianz (SEA), Fédération de Missions Évangéliques Francophone, European Evangelical Missions Association, Arbeitsgemeinschaft Evangelikaler Missionen Deutschland, Missionskommission der WEA (Weltweite Evangelische Allianz) und der Akademie für Weltmission in Korntal-Münchingen zusammen.

## Mitglieder
Mitglieder der AEM Schweiz sind:
- AGAPE international
- amzi focus israel
- EBM (Schweizer Zweig)
- emd
- ERF Medien
- Evangelische Karmelmission
- Evangelische Mission im Tschad
- Frontiers
- HCJB Global
- Institut für Gemeindebau und Weltmission IGW International
- Indicamino
- Interserve (CH)
- ISTL International
- Jugend mit einer Mission
- Juropa
- Kinderwerk Lima
- Licht im Osten Missionsbund
- Licht in Lateinamerika LiL
- Liebenzeller Mission Schweiz
- Martin Bucer Seminar
- MEOS
- Mission Aviation Fellowship
- Mission Biblique
- Mission Plus ¦ Promission
- Missionswerk der VFMG
- Missionswerk MSD (Medien, Schriften, Dienste)
- OM Schweiz
- OMF International
- REACHACROSS
- SAM global
- Schweizerische Mennonitische Mission (SMM)
- Schweizerische Missions-Gemeinschaft (SMG)
- Seminar für biblische Theologie Beatenberg (SBT Beatenberg)
- Servants Switzerland
- Serving in Mission (SIM) International
- Stiftung Latin Link Switzerland
- Theologisch-Diakonisches Seminar (TDS)
- Theologisches Seminar Bienenberg
- Theologisches Seminar St. Chrischona
- WEC International
- Wycliffe